# Сабское сельское поселение
Са́бское се́льское поселе́ние — муниципальное образование в составе Волосовского района Ленинградской области. Административный центр — деревня Большой Сабск.
С 1 января 2006 года главой поселения и главой администрации являлся Сельдерханов Энвер Бадтрудинович, с 2014 года главой поселения и главой администрации является Спирин Николай Анатольевич.

## Географические данные
- Общая площадь: 496,03 км²
- Расположение: западная часть Волосовского района
- Граничит:
  - на северо-западе и севере — с Большеврудским сельским поселением
  - на северо-востоке и севере — с Рабитицким сельским поселением
  - на юге — с Лужским муниципальным районом
  - на юго-западе — со Сланцевским муниципальным районом
  - на западе — с Кингисеппским муниципальным районом.

По территории поселения проходят автодороги:
- 41А-186 (Толмачёво — автодорога «Нарва»)
- 41К-048 (Извоз — Лемовжа)
- 41К-049 (Хотнежа — Сосницы)
- 41К-344 (подъезд к дер. Коряча)
- местная автодорога (Коряча — Старицы)

Расстояние от административного центра поселения до районного центра — 55 км.
По южной границе поселения протекает река Луга.

## История
В начале 1920-х годов в составе Молосковицкой волости Кингисеппского уезда Санкт-Петербургской губернии был образован Сабский сельсовет.
В августе 1927 года Сабский сельсовет вошёл в состав Осьминского района Ленинградской области.
По состоянию на 1933 год в Сабский сельсовет входило 4 населённых пунктов, население — 689 чел. 
2 августа 1961 года после ликвидации Осьминского района сельсовет вошёл в состав Волосовского района.
С 1 февраля 1963 года по 12 января 1965 года после упразднения Волосовского района Сабский сельсовет входил в состав Кингисеппского сельского района.
По данным 1973 года в состав сельсовета включена территория упразднённого Волновского сельсовета.
18 января 1994 года постановлением главы администрации Ленинградской области № 10 «Об изменениях административно-территориального устройства районов Ленинградской области» Сабский сельсовет, также как и все другие сельсоветы области, преобразован в Сабскую волость, при этом в её состав вошла территория бывшего Хотнежского сельсовета.
1 января 2006 года в соответствии с областным Законом № 64-оз от 24 сентября 2004 года «Об установлении границ и наделении соответствующим статусом муниципального образования Волосовский муниципальный район и муниципальных образований в его составе» образовано Сабское сельское поселение, в его состав вошла территория бывшей Сабской волости.

## Население
| 2006  | 2010  | 2011  | 2012  | 2013  | 2014  | 2015  |
| ----- | ----- | ----- | ----- | ----- | ----- | ----- |
| 1600  | ↗1731 | ↗1734 | ↘1725 | ↗1755 | ↗1770 | ↗1812 |
| 2016  | 2017  | 2018  | 2019  | 2020  | 2021  | 2023  |
| ↗1830 | ↘1819 | ↘1815 | ↘1813 | ↘1786 | ↘1661 | ↗1676 |
| 2024  | 2025  |       |       |       |       |       |
| ↗1686 | ↘1666 |       |       |       |       |       |

Основная часть населения проживает в деревне Большой Сабск.

## Населённые пункты
На территории поселения находятся 20 населённых пунктов — 1 посёлок и 19 деревень:
| №  | Населённый пункт | Тип населённого пункта          | Население    |
| -- | ---------------- | ------------------------------- | ------------ |
| 1  | Большой Сабск    | деревня, административный центр | ↗1511 (2017) |
| 2  | Волна            | деревня                         | ↗72 (2017)   |
| 3  | Вязок            | деревня                         | →4 (2017)    |
| 4  | Гостятино        | деревня                         | ↗4 (2017)    |
| 5  | Извоз            | деревня                         | ↗9 (2017)    |
| 6  | Изори            | деревня                         | →5 (2017)    |
| 7  | Коряча           | деревня                         | ↗9 (2017)    |
| 8  | Красный Маяк     | посёлок                         | →42 (2017)   |
| 9  | Лемовжа          | деревня                         | ↗27 (2017)   |
| 10 | Максимовка       | деревня                         | ↗5 (2017)    |
| 11 | Малый Сабск      | деревня                         | ↗18 (2017)   |
| 12 | Мышкино          | деревня                         | ↗27 (2017)   |
| 13 | Редежа           | деревня                         | →6 (2017)    |
| 14 | Редкино          | деревня                         | ↗31 (2017)   |
| 15 | Слепино          | деревня                         | →14 (2017)   |
| 16 | Старицы          | деревня                         | ↗18 (2017)   |
| 17 | Твердять         | деревня                         | →5 (2017)    |
| 18 | Устье            | деревня                         | →3 (2017)    |
| 19 | Хотнежа          | деревня                         | ↘26 (2017)   |
| 20 | Язвище           | деревня                         | →2 (2017)    |

## Достопримечательности
- Народный историко-краеведческий музей в Большом Сабске
- Парк бывшей усадьбы А. И. Сахарова и Давыдовой в Редкино
- Церковь Троицы Живоначальной в деревне Редкино
- Церковь во имя Смоленской иконы Божией Матери в деревне Волна
- Церковь Покрова Пресвятой Богородицы в Хотнеже
- Мемориальное захоронение погибших во время ВОВ курсантов Кировского училища и других защитников Лужского рубежа